# Niedriglohn (Spanien)
Dieser Artikel beschreibt Niedriglöhne in Spanien. Niedriglöhne sind Arbeitsentgelt eines Vollzeitbeschäftigten Arbeitnehmers, die sich knapp oberhalb oder unter der Armutsgrenze befindet.

## Definitionen
Das Instituto Nacional de Estadística verwendet für die Definition des Niedriglohns die Definition der OECD, also ein Bruttolohn, der unterhalb von zwei Dritteln des nationalen Medianbruttolohns aller Vollzeitbeschäftigten liegt. Bei dem Medianlohn handelt es sich um den Median der Zahlenreihe, bestehend aus den effektiv gezahlten Bruttolöhnen aller Vollerwerbstätigen des Landes.
Daneben bezeichnet der Neologismus Mileurista (von span. mil euros, Tausend Euro) in Spanien eine Person mit einem Monatseinkommen von ca. 1000 Euro.
Ein neuerer, aktuellerer Begriff ist der der Nimileuristas (von span. ni mil euros, nicht mal Tausend Euro), der eine Person bezeichnet die nichtmal 1000 Euro verdient. 

## Größe und Struktur des Niedriglohnsektors
2011 betrug der Anteil der Beschäftigten, die einen Niedriglohn nach OECD-Definition erhielten, 15,7 %. Dieser Wert liegt unter dem Durchschnitt der OECD-Länder von 16,3 %.
Bezieher von Niedriglöhnen sind vielfach auch von Erwerbsarmut betroffen. Gemäß European Union Statistics on Income and Living Conditions (EU-SILC) waren 2007 in Spanien 53,4 % der Bezieher von Niedriglöhnen auch von Erwerbsarmut betroffen. Dieser Indikator liegt im unteren Viertel der EU-Länder. Der Grund hierfür liegt unter anderem darin, dass Teilzeitarbeit in Spanien eine geringere Rolle spielt, als in anderen Ländern.
Eine Analyse der Niedriglohnquote in Spanien nach sozio-demographischen Merkmalen zeigt deutliche Unterschiede zwischen einzelnen Gruppen. Lohmann gibt für 2001 eine Niedriglohnquote von 18,3 % an. Für Männer betrug sie 13,7 % für Frauen 25 %. Noch größer ist der Unterschied, wenn man die Altersstruktur betrachtet. In der Altersgruppe von 17 bis 29 Jahren betrug die Niedriglohnquote 27 %, zwischen 30 und 49 Jahren 15,2 % und zwischen 50 und 64 Jahren 13 %. Auch eine Aufteilung nach formaler Bildung zeigt deutliche Unterschiede. Bei ISCAD 0-2 betrug die Niedriglohnquote 26,4 %, bei ISCAD 3 noch 19,7 % und bei ISCAD 5-7 8,4 %.
Ein Instrument gegen Niedriglöhne sind Mindestlöhne. Diese liegen in Spanien relativ niedrig und verhindern daher keine Niedriglöhne, siehe Mindestlohn#Spanien.
Europa Press zufolge verdienen ca. 11 Millionen Spanier weniger als 13.500 Euro pro Jahr, d. h. weniger als 1.100 Euro monatlich. Die am stärksten betroffenen Regionen sind in dieser Reihenfolge: Extremadura (70 %), Murcia (67 %), Andalusien (64 %). Am wenigsten betroffen ist Ceuta, mit 45 %. Eine Folge des geringeren Verdienstes ist unter anderem die fehlende Möglichkeit, sich vom Elternhaus zu emanzipieren, beispielsweise durch den Bezug einer eigenen Wohnung. Auch ist die Chance kriminell zu werden mit einem geringen Einkommen höher.

## Mileurista
Der Ursprung des Ausdrucks Mileurista findet sich im Jahr 2005, als Carolina Alguacil einen Leserbrief an die Tageszeitung "el Pais" mit "Yo soy mileurista" (dt.: ich bin Mileurista) betitelte. Infolgedessen hat er schnelle Verbreitung unter den Betroffenen gefunden, wahrscheinlich, weil er eindrucksvoll und kompakt eine komplexe und oftmals frustrierende Situation beschreibt. Auch die Verwendung durch die Schriftstellerin Espido Freire hat dem Terminus mit einem gleichnamigen Buch zusätzliche Bekanntheit beschert. („cuerpo, alma y mente de la generación de los 1.000 euros“, Barcelona, 2006, „Körper, Geist und Seele  der 1.000 Euro-Generation“) Sie definiert Mileurista wie folgt:
„El conjunto de españoles de entre 25 y 30 años con formación superior, que desempeñan trabajos por debajo de su capacidad, que vuelcan buena parte de sus expectativas vitales en el ocio, se interesan por la cultura en sus formas más modernas y son pasivos y protestones.“
„Die Gesamtheit der Spanier zwischen 25 und 30 Jahren mit gehobener Ausbildung, die unterfordernde Arbeiten übernehmen, große Teile ihrer Lebenserwartungen in ihrer Freizeit umsetzen, sich für Kultur in ihren modernsten Formen interessieren, und sowohl passiv sind als auch aufbegehrerisch.“